# FA Cup 1987/88
Der FA Cup 1987/88 war die 107. Austragung des weltweit ältesten Fußballpokalturniers; The Football Association Challenge Cup, oder kurz FA Cup. Der Pokalwettbewerb endete mit dem Finale im Wembley-Stadion am 14. Mai 1988. Der Sieger dieser Austragung war der FC Wimbledon.

## Kalender
| Runde                              | Datum             |
| ---------------------------------- | ----------------- |
| Vorrunde                           |                   |
| Erste Qualifikationsrunde          |                   |
| Zweite Qualifikationsrunde         |                   |
| Dritte Qualifikationsrunde         |                   |
| Vierte Qualifikationsrunde         |                   |
| Erste Hauptrunde                   | 14. November 1987 |
| Zweite Hauptrunde                  | 5. Dezember 1987  |
| Dritte Hauptrunde                  | 9. Januar 1988    |
| Vierte Hauptrunde                  | 30. Januar 1988   |
| Fünfte Hauptrunde                  | 20. Februar 1988  |
| Sechste Hauptrunde (Viertelfinale) | 12. März 1988     |
| Halbfinale                         | 9. April 1988     |
| Finale                             | 14. Mai 1988      |

## Modus
Kompletter Überblick bei: FA Cup
Der FA Cup wird in Runden ausgespielt. Teilnehmen kann jede Mannschaft, die ein bestimmtes Leistungsniveau hat und ein angemessenes Spielfeld besitzt. Gespielt wird i. d. R. nur mit einem Hinspiel. Bei Unentschieden findet ein Rückspiel statt. Bringt auch dies keine Entscheidung werden weitere Wiederholungsspiele angesetzt; bis ein siegreiches Team ermittelt ist. Jeder Sieger erhält eine Prämie aus den Fernsehgeldern, die nach Runde gestaffelt ist.

## Hauptrunde

### Erste Hauptrunde
Die Spiele wurden am Wochenende des 14. November 1987 ausgetragen. Mit einer Ausnahme; die Partie Welling United gegen Carshalton Athletic wurde am 23. November gespielt. Die Wiederholungsspiele fanden am 16. und 17. November statt.
|                         | Ergebnis |                        |
| ----------------------- | -------- | ---------------------- |
| Chester City            | 0:1      | FC Runcorn             |
| FC Barnet               | 0:1      | Hereford United        |
| Bristol City            | 1:0      | Aylesbury United       |
| FC Burnley              | 0:1      | Bolton Wanderers       |
| Preston North End       | 1:1      | Mansfield Town         |
| AFC Rochdale            | 0:2      | FC Wrexham             |
| Sutton United           | 3:0      | FC Aldershot           |
| FC Gillingham           | 2:1      | FC Fulham              |
| Notts County            | 3:3      | FC Chesterfield        |
| Northwich Victoria      | 1:0      | FC Colwyn Bay          |
| Macclesfield Town       | 4:2      | Carlisle United        |
| Wolverhampton Wanderers | 5:1      | Cheltenham Town        |
| AFC Sunderland          | 2:0      | FC Darlington          |
| Lincoln City            | 2:1      | Crewe Alexandra        |
| FC Scarborough          | 1:2      | Grimsby Town           |
| Doncaster Rovers        | 1:1      | Rotherham United       |
| FC Bishop Auckland      | 1:4      | FC Blackpool           |
| Tranmere Rovers         | 2:2      | Port Vale              |
| FC Chorley              | 0:2      | Hartlepool United      |
| FC Brentford            | 0:2      | Brighton & Hove Albion |
| Bristol Rovers          | 6:0      | Merthyr Tydfil FC      |
| Northampton Town        | 2:1      | AFC Newport County     |
| Worcester City          | 1:1      | Yeovil Town            |
| FC Altrincham           | 0:2      | Wigan Athletic         |
| Southend United         | 0:0      | FC Walsall             |
| Bognor Regis Town       | 0:3      | Torquay United         |
| Scunthorpe United       | 3:1      | FC Bury                |
| Halesowen Town          | 2:2      | Kidderminster Harriers |
| York City               | 0:0      | Burton Albion          |
| FC Hayes                | 0:1      | Swansea City           |
| Billingham Synthonia    | 2:4      | Halifax Town           |
| Peterborough United     | 2:1      | Cardiff City           |
| Colchester United       | 3:0      | FC Tamworth            |
| Chelmsford City         | 1:2      | Bath City              |
| Leyton Orient           | 2:0      | Exeter City            |
| FC Dagenham             | 0:2      | Maidstone United       |
| Cambridge United        | 2:1      | Farnborough Town       |
| Telford United          | 1:1      | Stockport County       |
| FC Valley Sports Rugby  | 0:0      | Atherstone United      |
| Welling United          | 3:2      | Carshalton Athletic    |

Wiederholungsspiele
|                        | Ergebnis |                        |
| ---------------------- | -------- | ---------------------- |
| Mansfield Town         | 4:2      | Preston North End      |
| FC Chesterfield        | 0:1      | Notts County           |
| Rotherham United       | 2:0      | Doncaster Rovers       |
| Port Vale              | 3:1      | Tranmere Rovers        |
| Yeovil Town            | 1:0      | Worcester City         |
| FC Walsall             | 2:1      | Southend United        |
| Kidderminster Harriers | 4:0      | Halesowen Town         |
| Burton Albion          | 1:2      | York City              |
| Stockport County       | 2:0      | Telford United         |
| Atherstone United      | 0:2      | FC Valley Sports Rugby |

### Zweite Hauptrunde
Die Spiele wurden am 5. und 6. Dezember 1987 ausgetragen. Die Wiederholungsspiele fanden am 9. bis 18. des Monats statt.
|                        | Ergebnis |                         |
| ---------------------- | -------- | ----------------------- |
| Bristol City           | 0:1      | Torquay United          |
| FC Gillingham          | 2:1      | FC Walsall              |
| Grimsby Town           | 0:0      | Halifax Town            |
| Northwich Victoria     | 0:2      | FC Blackpool            |
| Macclesfield Town      | 4:0      | Rotherham United        |
| FC Wrexham             | 1:2      | Bolton Wanderers        |
| Maidstone United       | 1:1      | Kidderminster Harriers  |
| Northampton Town       | 1:2      | Brighton & Hove Albion  |
| Scunthorpe United      | 2:1      | AFC Sunderland          |
| Mansfield Town         | 4:3      | Lincoln City            |
| Port Vale              | 2:0      | Notts County            |
| FC Runcorn             | 0:1      | Stockport County        |
| York City              | 1:1      | Hartlepool United       |
| Wigan Athletic         | 1:3      | Wolverhampton Wanderers |
| Peterborough United    | 1:3      | Sutton United           |
| Colchester United      | 3:2      | Hereford United         |
| Leyton Orient          | 2:0      | Swansea City            |
| Cambridge United       | 0:1      | Yeovil Town             |
| FC Valley Sports Rugby | 1:1      | Bristol Rovers          |
| Welling United         | 0:1      | Bath City               |

Wiederholungsspiele
|                        | Ergebnis |                        |
| ---------------------- | -------- | ---------------------- |
| Halifax Town           | 2:0      | Grimsby Town           |
| Kidderminster Harriers | 2:2      | Maidstone United       |
| Hartlepool United      | 3:1      | York City              |
| Bristol Rovers         | 4:0      | FC Valley Sports Rugby |

2. Wiederholungsspiel
|                        | Ergebnis |                  |
| ---------------------- | -------- | ---------------- |
| Kidderminster Harriers | 0:0      | Maidstone United |

3. Wiederholungsspiel
|                  | Ergebnis |                        |
| ---------------- | -------- | ---------------------- |
| Maidstone United | 2:1      | Kidderminster Harriers |

### Dritte Hauptrunde
Die Spiele wurden am Wochenende des 9. Januar 1988 absolviert. Nötige Wiederholungsspiele wurden für den 12. bis 27. Januar angesetzt.
|                        | Ergebnis |                         |
| ---------------------- | -------- | ----------------------- |
| Sutton United          | 1:1      | FC Middlesbrough        |
| FC Watford             | 1:1      | Hull City               |
| Yeovil Town            | 0:3      | Queens Park Rangers     |
| FC Reading             | 0:1      | FC Southampton          |
| FC Gillingham          | 0:3      | Birmingham City         |
| Blackburn Rovers       | 1:2      | FC Portsmouth           |
| Sheffield Wednesday    | 1:1      | FC Everton              |
| Derby County           | 1:3      | FC Chelsea              |
| Swindon Town           | 0:0      | Norwich City            |
| Shrewsbury Town        | 2:1      | Bristol Rovers          |
| Sheffield United       | 1:0      | Maidstone United        |
| Ipswich Town           | 1:2      | Manchester United       |
| Stockport County       | 1:2      | Leyton Orient           |
| Newcastle United       | 1:0      | Crystal Palace          |
| FC Barnsley            | 3:1      | Bolton Wanderers        |
| Coventry City          | 2:0      | Torquay United          |
| West Ham United        | 2:0      | Charlton Athletic       |
| Brighton & Hove Albion | 2:0      | AFC Bournemouth         |
| Plymouth Argyle        | 2:0      | Colchester United       |
| Bradford City          | 2:1      | Wolverhampton Wanderers |
| Oldham Athletic        | 2:4      | Tottenham Hotspur       |
| FC Wimbledon           | 4:1      | West Bromwich Albion    |
| Scunthorpe United      | 0:0      | FC Blackpool            |
| Huddersfield Town      | 2:2      | Manchester City         |
| Mansfield Town         | 4:0      | Bath City               |
| Port Vale              | 1:0      | Macclesfield Town       |
| Halifax Town           | 0:4      | Nottingham Forest       |
| FC Arsenal             | 2:0      | FC Millwall             |
| Leeds United           | 1:2      | Aston Villa             |
| Stoke City             | 0:0      | FC Liverpool            |
| Oxford United          | 2:0      | Leicester City          |
| Hartlepool United      | 1:2      | Luton Town              |

Wiederholungsspiele
|                  | Ergebnis |                     |
| ---------------- | -------- | ------------------- |
| FC Middlesbrough | 1:0      | Sutton United       |
| Hull City        | 2:2      | FC Watford          |
| FC Everton       | 1:1      | Sheffield Wednesday |
| Norwich City     | 0:2      | Swindon Town        |
| FC Blackpool     | 1:0      | Scunthorpe United   |
| Manchester City  | 0:0      | Huddersfield Town   |
| FC Liverpool     | 1:0      | Stoke City          |

2. Wiederholungsspiele
|                   | Ergebnis |                     |
| ----------------- | -------- | ------------------- |
| FC Watford        | 1:0      | Hull City           |
| FC Everton        | 1:1      | Sheffield Wednesday |
| Huddersfield Town | 0:3      | Manchester City     |

3. Wiederholungsspiel
|                     | Ergebnis |            |
| ------------------- | -------- | ---------- |
| Sheffield Wednesday | 0:5      | FC Everton |

### Vierte Hauptrunde
Die Spiele fanden am 30. Januar bis 1. Februar 1988 statt. Die erforderlichen Wiederholungsspiele wurden am 3. und 9. Februar ausgetragen.
|                        | Ergebnis |                   |
| ---------------------- | -------- | ----------------- |
| FC Blackpool           | 1:1      | Manchester City   |
| Aston Villa            | 0:2      | FC Liverpool      |
| Luton Town             | 2:1      | FC Southampton    |
| FC Everton             | 1:1      | FC Middlesbrough  |
| Newcastle United       | 5:0      | Swindon Town      |
| Queens Park Rangers    | 3:1      | West Ham United   |
| FC Barnsley            | 0:2      | Birmingham City   |
| Coventry City          | 0:1      | FC Watford        |
| FC Portsmouth          | 2:1      | Sheffield United  |
| Brighton & Hove Albion | 1:2      | FC Arsenal        |
| Manchester United      | 2:0      | FC Chelsea        |
| Plymouth Argyle        | 1:0      | Shrewsbury Town   |
| Bradford City          | 4:2      | Oxford United     |
| Mansfield Town         | 1:2      | FC Wimbledon      |
| Port Vale              | 2:1      | Tottenham Hotspur |
| Leyton Orient          | 1:2      | Nottingham Forest |

Wiederholungsspiele
|                  | Ergebnis |              |
| ---------------- | -------- | ------------ |
| Manchester City  | 2:1      | FC Blackpool |
| FC Middlesbrough | 2:2      | FC Everton   |

2. Wiederholungsspiel
|            | Ergebnis |                  |
| ---------- | -------- | ---------------- |
| FC Everton | 2:1      | FC Middlesbrough |

### Fünfte Hauptrunde
Die Begegnungen wurden am 20. und 21. Februar 1988 ausgetragen. Die vier Wiederholungsspiele folgten am 23. und 24. Februar.
|                     | Ergebnis |                   |
| ------------------- | -------- | ----------------- |
| FC Everton          | 0:1      | FC Liverpool      |
| Newcastle United    | 1:3      | FC Wimbledon      |
| Manchester City     | 3:1      | Plymouth Argyle   |
| Queens Park Rangers | 1:1      | Luton Town        |
| FC Portsmouth       | 3:0      | Bradford City     |
| Port Vale           | 0:0      | FC Watford        |
| FC Arsenal          | 2:1      | Manchester United |
| Birmingham City     | 0:1      | Nottingham Forest |

Wiederholungsspiele
|            | Ergebnis |                     |
| ---------- | -------- | ------------------- |
| Luton Town | 1:0      | Queens Park Rangers |
| FC Watford | 2:0      | Port Vale           |

## Sechste Hauptrunde
Die Spiele fanden am 12. und 13. März 1988 statt.
|                 | Ergebnis |                   |
| --------------- | -------- | ----------------- |
| Luton Town      | 3:1      | FC Portsmouth     |
| Manchester City | 0:4      | FC Liverpool      |
| FC Wimbledon    | 2:1      | FC Watford        |
| FC Arsenal      | 1:2      | Nottingham Forest |

## Halbfinale
Die Spiele wurden am 9. April 1988 ausgetragen. Das erste Halbfinale zwischen Luton Town und Wimbledon wurde in die White Hart Lane in London vergeben. Die Partie zwischen Liverpool und Nottingham fand im Hillsborough Stadium von Sheffield statt.
|              | Ergebnis |                   |
| ------------ | -------- | ----------------- |
| Luton Town   | 1:2      | FC Wimbledon      |
| FC Liverpool | 2:1      | Nottingham Forest |

## Finale
| FC Wimbledon                                         | FC Wimbledon | FC Liverpool | FC Liverpool |
| ---------------------------------------------------- | --- | --- | ------------ |
| FC Wimbledon                                         | \| Donnerstag, 14. Mai 1988 in London (Wembley-Stadion) \| \| Ergebnis: 1:0 (1:0) \| \| Zuschauer: 98.203 \| \| Schiedsrichter: Brian Hill \| \| Spielbericht \|                                                           | \| Donnerstag, 14. Mai 1988 in London (Wembley-Stadion) \| \| Ergebnis: 1:0 (1:0) \| \| Zuschauer: 98.203 \| \| Schiedsrichter: Brian Hill \| \| Spielbericht \|                                                                       | FC Liverpool |
| FC Wimbledon                                         | Dave Beasant – Clive Goodyear, Terry Phelan, Vinnie Jones, Eric Young – Andy Thorn, Terry Gibson (63. John Scales), Alan Cork (56. Laurie Cunningham), John Fashanu – Lawrie Sanchez, Dennis Wise Cheftrainer: Bobby Gould | Bruce Grobbelaar – Gary Gillespie, Gary Ablett, Steve Nicol, Nigel Spackman (74. Jan Mølby) – Alan Hansen , Peter Beardsley, John Aldridge (64. Craig Johnston), Ray Houghton – John Barnes, Steve McMahon Cheftrainer: Kenny Dalglish | FC Liverpool |
| FC Wimbledon                                         | 1:0 Lawrie Sanchez (37.) | | FC Liverpool |
| FC Wimbledon                                         | Dave Beasant hält Foulelfmeter von John Aldridge (61.) | | FC Liverpool |
| Donnerstag, 14. Mai 1988 in London (Wembley-Stadion) | | |              |
| Ergebnis: 1:0 (1:0)                                  | | |              |
| Zuschauer: 98.203                                    | | |              |
| Schiedsrichter: Brian Hill                           | | |              |
| Spielbericht                                         | | |              |